# توني شلهوب
طوني شلهوب (بالإنجليزية: Tony Shalhoub)‏ (مواليد 9 أكتوبر 1953 في غرين باي، ويسكنسن بالولايات المتحدة) هو ممثلٌ أمريكي من أصل لبناني اشتهر بدور أدريان مونك في مسلسل مونك وفاز بهذا الدور على جائزة الأيمي ثلاث مرات كأفضل ممثل في مسلسل كوميدي أعوام 2003، 2005، 2006، وجائزة الغولدن غلوب عام 2003 لأفضل ممثل في مسلسل كوميدي، وجائزة نقابة ممثلي الشاشة مرتين كأفضل ممثل في مسلسل كوميدي عامى 2004، 2005.

## وصلات خارجية
- توني شلهوب على موقع IMDb (الإنجليزية)
- توني شلهوب على موقع ميتاكريتيك (الإنجليزية)
- توني شلهوب على موقع الموسوعة البريطانية (الإنجليزية)
- توني شلهوب على موقع روتن توميتوز (الإنجليزية)
- توني شلهوب على موقع قاعدة بيانات الأفلام العربية
- توني شلهوب على موقع ألو سيني (الفرنسية)
- توني شلهوب على موقع ميوزك برينز (الإنجليزية)
- توني شلهوب على موقع أول موفي (الإنجليزية)
- توني شلهوب على موقع قاعدة بيانات برودواي على الإنترنت (الإنجليزية)
- توني شلهوب على موقع قاعدة بيانات الأفلام السويدية (السويدية)